# Astrid Jansen
Astrid Jansen in de Wal, po mężu Shrubb – kanadyjsko-holenderska łyżwiarka figurowa startująca w konkurencji solistek. Uczestniczka mistrzostw świata i Europy, trzykrotna mistrzyni Holandii (1978, 1979, 1980).
Posiada podwójne obywatelstwo, kanadyjskie i holenderskie. Jej bratem jest piłkarz Steve Jansen, który reprezentował Kanadę.
Po zakończeniu kariery została trenerką łyżwiarstwa. Była m.in. trenerką piruetów w sztabie szkoleniowym Kim Yu-ny.

## Osiągnięcia

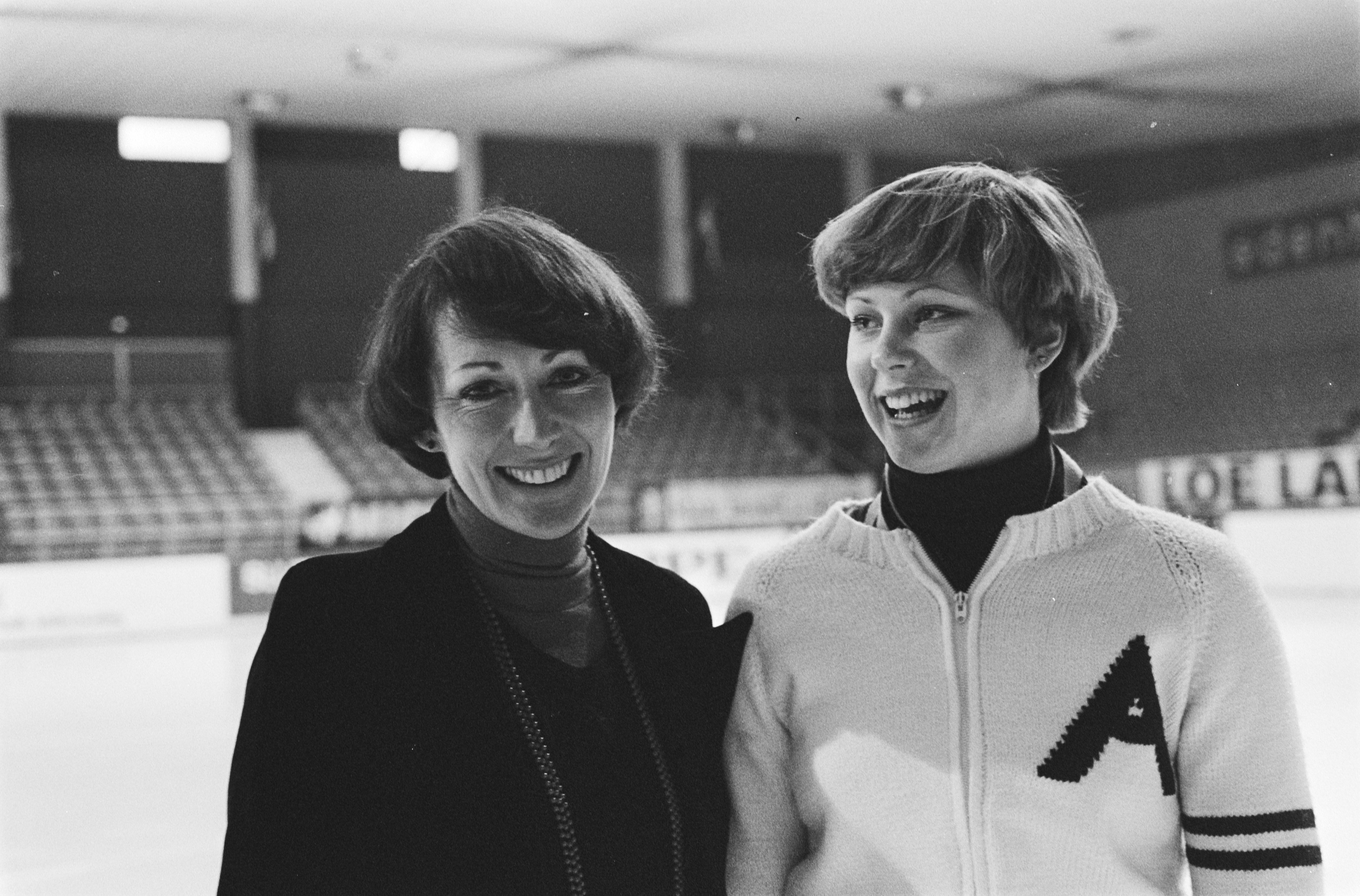
Jansen (po prawej) ze swoją trenerką Joan Haanappel (1979)

| Zawody               | 77–78          | 78–79          | 79–80          |                |                |                |                |                |                |                |                |                |                |                |                |                |                |
| Międzynarodowe       | Międzynarodowe | Międzynarodowe | Międzynarodowe | Międzynarodowe | Międzynarodowe | Międzynarodowe | Międzynarodowe | Międzynarodowe | Międzynarodowe | Międzynarodowe | Międzynarodowe | Międzynarodowe | Międzynarodowe | Międzynarodowe | Międzynarodowe | Międzynarodowe | Międzynarodowe |
| -------------------- | -------------- | -------------- | -------------- | -------------- | -------------- | -------------- | -------------- | -------------- | -------------- | -------------- | -------------- | -------------- | -------------- | -------------- | -------------- | -------------- | -------------- |
| Mistrzostwa świata   | 18             | 23             |                |                |                |                |                |                |                |                |                |                |                |                |                |                |                |
| Mistrzostwa Europy   | 17             | 20             | 18             |                |                |                |                |                |                |                |                |                |                |                |                |                |                |
| Krajowe              |                |                |                |                |                |                |                |                |                |                |                |                |                |                |                |                |                |
| Mistrzostwa Holandii | 1              | 1              | 1              |                |                |                |                |                |                |                |                |                |                |                |                |                |                |